# Morokasia
Morokasia là một chi bọ cánh cứng trong họ Chrysomelidae.
Chi này được miêu tả khoa học năm 1904 bởi Jacoby.

## Các loài
Chi này gồm các loài:
- Morokasia nigromaculata Jacoby, 1904